# 馬爾吉內亞鄉
47°49′N 25°50′E / 47.817°N 25.833°E
馬爾吉內亞鄉（羅馬尼亞語：Comuna Marginea, Suceava），是羅馬尼亞的鄉份，位於該國東北部，由蘇恰瓦縣負責管轄，面積76平方公里，海拔高度444米，2007年人口9,941，人口密度每平方公里131人。